# Пеле (1991)
Жу́дилсон Мамаду́ Тунка́ра Го́миш (порт. Judilson Mamadu Tuncará Gomes; 29 сентября 1991, Агуалва-Касен), более известный как Пеле́ (порт. Pelé) — португальский футболист, полузащитник клуба «Монако», выступающий на правах аренды за «Фамаликан». Также имеет паспорт Гвинеи-Бисау. Выступал за сборную Гвинеи-Бисау.

## Карьера

### В клубах
Свою футбольную карьеру Пеле начинал в юношеских и молодёжных командах «Белененсиша». За основной состав он дебютировал 11 января 2009 года, в матче 14-го тура чемпионата Португалии против «Риу Аве». Всего за «Белененсиш» в сезоне 2008/09 Пеле сыграл 3 матча в чемпионате и 1 в Кубке лиги.
В июле 2011 года футболиста приобрёл клуб «Дженоа», однако уже через месяц Пеле перешёл в «Милан».

### В сборных
В 2009 году Пеле сыграл два матча в отборочном турнире на юношеский чемпионат Европы. В 2011 был включён в заявку молодёжной сборной Португалии на чемпионат мира. На турнире он все 7 матчей и в итоге португальцы заняли второе место, уступив Бразилии в финале.